# مانومپانا
مانومپانا (به لاتین: Manompana) یک منطقهٔ مسکونی در ماداگاسکار است که در آنالانجیروفو واقع شده‌است. مانومپانا ۱۶٬۰۰۰ نفر جمعیت دارد و ۴۱ متر بالاتر از سطح دریا واقع شده‌است. آموزش متوسطه ابتدایی و متوسطه در شهر در دسترس است. اکثریت ۹۰ درصد جمعیت روستایی کشاورزان هستند. مهم‌ترین محصولات برنج و میخک هستند؛ قهوه یک محصول کشاورزی مهم است. خدمات برای ۸ درصد از جمعیت کار می‌کنند. به علاوه ماهیگیری ۲٪ جمعیت را به کار می‌گیرد.